# Асєєв Олексій Олександрович
Олексій Олександрович Асєєв (14 березня 1922 — 10 травня 1980) — Герой Радянського Союзу (21.07.1944), учасник Другої світової війни, стрілець 1063-го стрілецького полку 272-ї стрілецької дивізії 7-ї армії Карельського фронту, червоноармієць.

## Біографія
Народився 14 березня 1922 року в столиці Башкортостану — місті Уфі. Росіянин. Закінчив 10 класів.
В Червону армію призваний в грудні 1942 року Центральним райвійськкоматом міста Красноярська і тоді ж направлений у діючу армію.
В Свірсько-Петрозаводській операції літа 1944 року наступали дві армії південного крила Карельського фронту: 7-а та 32-а. Головного удару завдавала 7-а армія із району міста Лодєйне Поле Ленінградської області в напрямку до Ладозького узбережжя. З цією метою вона була посилена спрямованими з резерву Ставки Верховного Головнокомандувача двома стрілецькими корпусами, артилерійськими, танковими, інженерними сполученнями.
В перший день наступу 21 червня 1944 року червоноармієць Олексій Асєєв відзначився своїми вмілими та рішучими діями. Перебуваючи в складі розвідувальної групи, він під час підготовки форсування річки Свір визначив місцезнаходження вогневих точок противника на передньому краї. Після переправи на ворожий берег, взявши перші удари ворога, керуючись власними розвідувальними даними, швидко зорієнтувався на місцевості та знищив п'ять вогневих точок разом з прислугою. Влучними пострілами він зняв з дерев кілька «зозуль», а трьох фінських солдатів взяв у полон.
Стрілець 1063-го стрілецького полку (272-а стрілецька дивізія, 7-а армія, Карельський фронт) червоноармієць Асєєв О.О. знову відзначився в боях на третій смузі оборони противника, при прориві Видлицького укріпленого району. Подолавши під вогнем дротяні загородження, він першим увірвався в траншею, знищив там розрахунок важкого кулемета і захопив полоненого. Так само сміливо і рішуче діяв у бою у другій траншеї, де він знищив ще один розрахунок ворожого кулемета. В цьому бою, 28 червня 1944 року був важко поранений і після тривалого лікування у тиловому госпіталі демобілізований з лав Червоної армії, як інвалід війни.
Звання Героя Радянського Союзу з врученням ордена Леніна і медалі «Золота Зірка» (№ 3828) червоноармійцеві Асєєву Олексію Олександровичу присвоєно 21 липня 1944 року.
З 1944 по 1946 роки проходив службу у Внутрішніх військах НКВС СРСР. З 1946 року О.О. Асєєв жив і працював в місті Красноярську. Похований на Бадалицькому кладовищі.

## Нагороди
- Медаль «Золота Зірка» Героя Радянського Союзу (№ 3828) (21.07.1944)[2]
- Орден Леніна
- Медалі, в тому числі:
  - Медаль «За перемогу над Німеччиною у Великій Вітчизняній війні 1941-1945 рр. »
  - Ювілейна медаль «Двадцять років Перемоги у Великій Вітчизняній війні 1941-1945 рр. »
  - Ювілейна медаль «Тридцять років Перемоги у Великій Вітчизняній війні 1941-1945 рр. »

## Пам'ять
- Похований у Красноярську на міському кладовищі «Бадалик».